# Den långa resan (patiens)
Den långa resan är en patiens.
Fyra kort läggs ut rättvända bredvid varandra. Om två av korten har samma valör ska det högra av dem flyttas och läggas på det vänstra. Om det är flera ska alla läggas på det längst till vänster. Fyra nya kort läggs ut ovanpå de tidigare, om någon hög är tom läggs ett kort på den tomma platsen. Efter varje utlägg av fyra kort samlas de med samma valör ihop åt vänster, enligt ovan. Om fyra kort med samma valör ligger synliga efter ett helt utlägg, får dessa kastas. Detta fortgår tills alla kort lagts ut. Högarna samlas ihop så att högen längst till höger läggs ovanpå den näst längst till höger och så vidare tills alla kort ligger i en hög. Därefter börjar man på nytt med att lägga ut fyra kort och fortsätter enligt det ovan beskrivna. Patiensen har gått ut när (om) alla kort kastats.